# Крячок неоарктичний
Крячок неоарктичний (Sterna forsteri) — вид сивкоподібних птахів підродини крячкових (Sterninae) родини мартинових (Laridae). Поширений в Північній Америці.

## Назва
Вид названо на честь німецького орнітолога Йоганна Рейнгольда Форстера (1729—1798).

## Поширення
Вид трапляється в Північній і Центральній Америці. Гніздиться на півдні Канади та на півночі США. Зимує на південному сході та південно-західному узбережжі США, уздовж східного та західного узбережжя Мексики та в Центральній Америці. Його також можна знайти цілий рік на атлантичному узбережжі США від Вірджинії до Техасу.